# Manifestation de foi et d'espérance de la France
 (octobre 2022).
La Manifestation de foi et d'espérance de la France envers Notre-Dame de Lourdes (5 au 8 octobre 1872) est le premier pèlerinage d'ampleur nationale à Lourdes. On en parle aussi sous le nom de « Pélerinage des bannières ». Elle rassembla dans la cité mariale pendant ces quatre jours, neuf évêques et un nombre alors inégalé d'environ 70 000 fidèles venus de toute la France voire de l'étranger. 

## Contexte historique

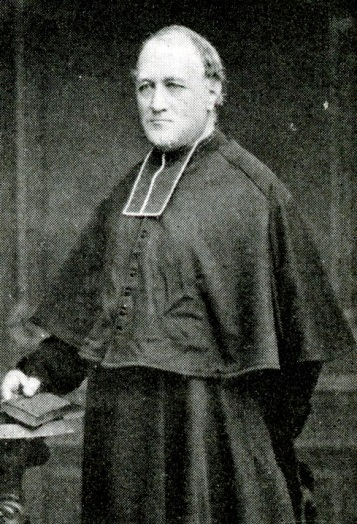
L'abbé Victor Chocarne

La France vient de connaître des événements dramatiques : la guerre perdue contre la Prusse par la défaite de Sedan a entraîné la chute du Second Empire et la perte de l'Alsace et de la Lorraine. La Commune de Paris en est une autre conséquence, haineuse envers les catholiques qui ont assisté à l'exécution de l'archevêque de Paris, Mgr Darboy et de nombreux autres religieux. L'anticléricalisme s'accroît en France comme en Europe (prise de Rome entraînant la suspension sine die du Concile du Vatican - qui ne reprendra jamais ses travaux - et la suppression des États pontificaux, Kulturkampf en Allemagne). Les catholiques, loin d'être ralliés à la Troisième République, voient l'avenir avec découragement et inquiétude et ressentent le besoin du soutien du Christ (c'est le sens du vœu national de 1870-1871). Un autre recours évident est la Vierge Marie qui est apparue à Bernadette Soubirous en 1858, suscitant des pèlerinages de plus en plus importants vers la petite ville pyrénéenne récemment reliée à Pau et Tarbes par le chemin de fer.   En 1871, la Vierge Marie est également apparue à Pontmain aux yeux de jeunes enfants, apparition reliée à la fin de la progression des Prussiens vers Laval.
Venu un peu par hasard en octobre 1871, sans conviction particulière, à Lourdes avec un ami, l'abbé Victor Chocarne (1824-1881), curé de la paroisse Saint-Nicolas de Beaune est impressionné par ce qu'il y voit et a l'idée d'un vaste rassemblement de fidèles venus de toute la France pour ranimer en elle le feu de la foi. Cette idée est soumise au recteur du sanctuaire, le père Rémi Sempé qui en fait part à l'évêque de Tarbes, Mgr Pichenot ; ce dernier donne son accord.

## Organisation et préparatifs

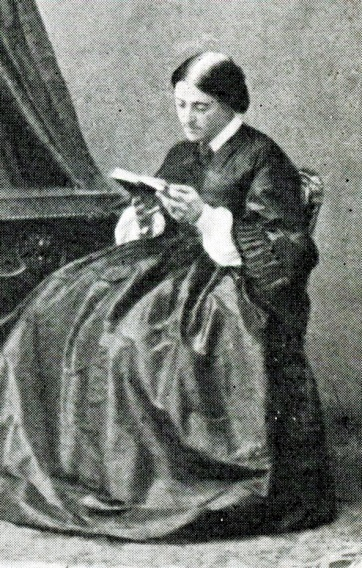
Marguerite de Blic

Rentré dans sa paroisse, l'abbé Chocarne intéresse à son projet plusieurs personnalités de Beaune, et notamment Madame Marguerite de Blic (1833-1921), une bourgeoise fortunée et très pieuse, par ailleurs Tertiaire des Fraternités laïques dominicaines de Beaune. Celle-ci va prendre en charge, avec détermination et énergie, toute l'organisation matérielle de ce pèlerinage exceptionnel. Il s'agira de faire venir de toute la France, avec leurs bannières, des délégués des sanctuaires marials et de rassembler des fonds permettant de doter d'un orgue la chapelle, future basilique de l'Immaculée-Conception. La chapelle demandée par la Vierge a été inaugurée le 15 août précédent mais il lui manque encore de nombreux éléments : le beffroi est en cours d'édification, les vitraux sont absents, le mobilier est incomplet. Un noble béarnais ayant déjà offert le financement des cloches, le choix du don se porte sur l'orgue, pour lequel est pressenti le célèbre facteur Aristide Cavaillé-Coll, en liaison avec l'architecte Hippolyte Durand.
Dans le livre d'or de la manifestation, Marguerite de Blic écrira plus tard :

« Au jour fixé, les délégués de chaque sanctuaire dédié à Marie apporteraient à la Vierge, avec leur présent, une bannière affirmant la foi de leur région… Et revenant dans leur province, ils y rapporteraient la bonne nouvelle que la France catholique s'était montrée de nouveau, attirant par sa foi toujours vive les miséricordes de Dieu, obtenues par l'entremise de sa Reine Immaculée. »
Un comité se constitue, dont la marquise de Mac Mahon accepte la présidence, et une première circulaire est envoyée le 8 décembre 1871 dans tous les sanctuaires dédiés à la Vierge Marie, présentant le but de la manifestation envisagée, dont le mot d'ordre sera Spes nostra salve (Salut à toi, notre espérance). Les organes de presse des diocèses relaient la circulaire et une centaine de femmes dans toutes les provinces se mettent au service du projet ; la venue de 10 000 pèlerins est d'ores et déjà envisagée, ce qui ne manquera pas de poser des problèmes d'intendance conséquents (transports, hébergement, restauration etc) car Lourdes est encore une petite ville, avec un équipement hôtelier réduit. Une contribution minimum de 100 francs au financement de l'orgue donnera à une délégation le droit de faire confectionner une bannière brodée au nom et au chiffre du sanctuaire souscripteur et d'envoyer un ou plusieurs délégués à l'inauguration quand elle aura lieu. 
Le pape Pie IX est informé du projet et envoie le 9 mars sa contribution de 100 francs : son geste ne manque pas d'encourager les diocèses à participer au projet, et les journaux catholiques à en diffuser l'information. Madame de Blic parvient à imposer au Père Rémi Sempé, qui n'y est pas favorable, une procession des bannières, et non un simple rassemblement sur l'esplanade. L'idée de cette procession dans les rues de Lourdes inquiète le ministère de l'Intérieur, qui l'interdit par avance - mais les organisateurs passeront outre ... Le programme définitif prend corps avec une neuvaine préparatoire et la fête proprement dite qui durera du 5 octobre au 8 octobre au matin.

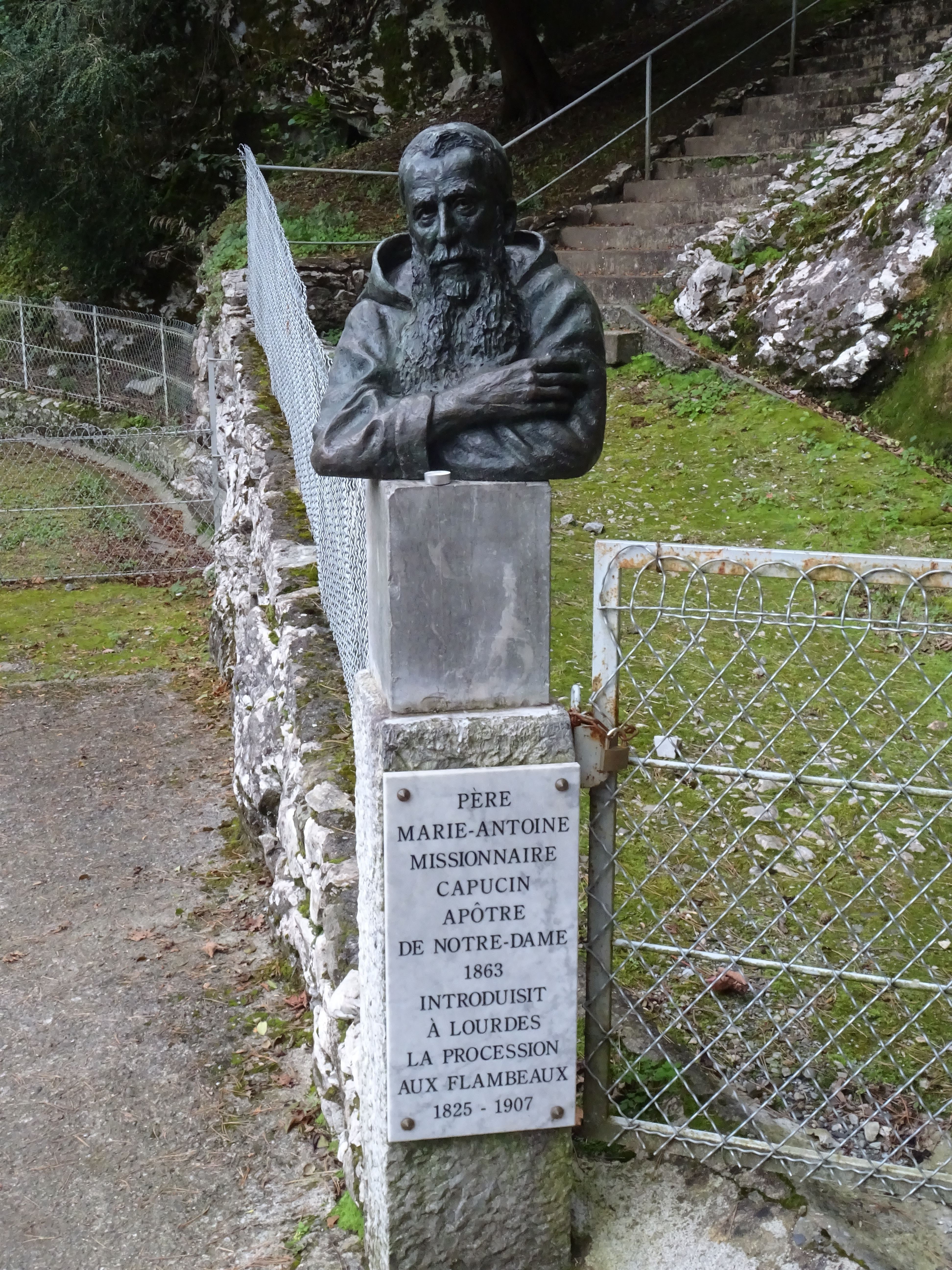
Buste du Père Marie-Antoine (1825-1907), promoteur des processions aux flambeaux

Le projet semble susciter une grande ferveur. Pendant toute la saison qui précède la Manifestation, un nombre record de participations aux pèlerinages est enregistré : de mai à octobre 1872, plus de 300 000 pèlerins viennent à Lourdes de toutes les provinces françaises. 1872 est aussi l'année de la première procession aux flambeaux, dont la pratique sera promue par le père Marie-Antoine, missionnaire capucin qui a effectué sa première visite à Lourdes le 13 avril 1862 et qui joue un rôle essentiel dans le développement du pèlerinage.
Les autorités civiles prévoyant l'afflux de 50 000 pèlerins mobilisent un renfort de gendarmerie, pour maintenir l'ordre. Le chef de gare fait de même, craignant une affluence sans précédent. Des artilleurs seront adjoints aux gendarmes. Toutes ces précautions se révéleront peu utiles, la Manifestation se déroulera en effet sans aucun débordement. Les prix des transports à Lourdes (par voiture à cheval) sont fixés par arrêté municipal afin d'éviter tout abus.
Les trajets pour venir à Lourdes sont longs et peuvent durer plusieurs jours. Madame de Blic a obtenu des réductions, pas toujours respectées, auprès  des Compagnies de chemin de fer. Le chemin de fer sera utilisé pendant la fête, pour convoyer les pèlerins logeant en dehors de Lourdes, et les marchandises (notamment le pain, que ne peuvent fournir en suffisance tous les boulangers de Lourdes). Les habitants de la ville se font eux-mêmes commerçants ou hôteliers pour suppléer au manque de magasins et d'hôtels. Mais nombre de pèlerins devront être hébergés dans les villes et villages voisins, dans lesquels un inventaire des lits disponibles est fait par les séminaristes, jusqu'à Pau, Tarbes ou Bagnères-de-Bigorre. Différents aménagements sont apportés sur le domaine des sanctuaires pour l'utilité et le confort des pèlerins. L'insigne du pélerinage choisi par Madame de Blic est un gros chapelet de bois de trois couleurs (noir, gris et rouge) fabriqué par les montagnards pyrénéens.
Marguerite de Blic, son mari et ses parents quittent la Bourgogne pour un voyage de trois jours qui les amène à Lourdes qu'ils voient enfin, pour la première fois, le 1er octobre. Quelques jours restent pour les derniers préparatifs.

## Déroulement

### Samedi 5 octobre 1872
Précédé de plusieurs jours de pluie, le 5 octobre voit tout d'abord un ciel plus dégagé. La cérémonie d'ouverture commence l'après midi à la grotte par un rappel de l'histoire des apparitions, puis par la récitation du Rosaire. Puis une procession part à la prairie pour les vêpres suivies par un discours du père Bernard Chocarne, qui est le frère de l'abbé Victor Chocarne, et provincial des dominicains pour la France. La pluie reprend le soir, on récite le chapelet à la grotte, puis de nombreux prêtres disent leur messe dans tous les endroits possibles, aux différents autels de la chapelle et de la crypte voire en plein air et ce, jusqu'au lendemain.

### Dimanche 6 octobre 1872

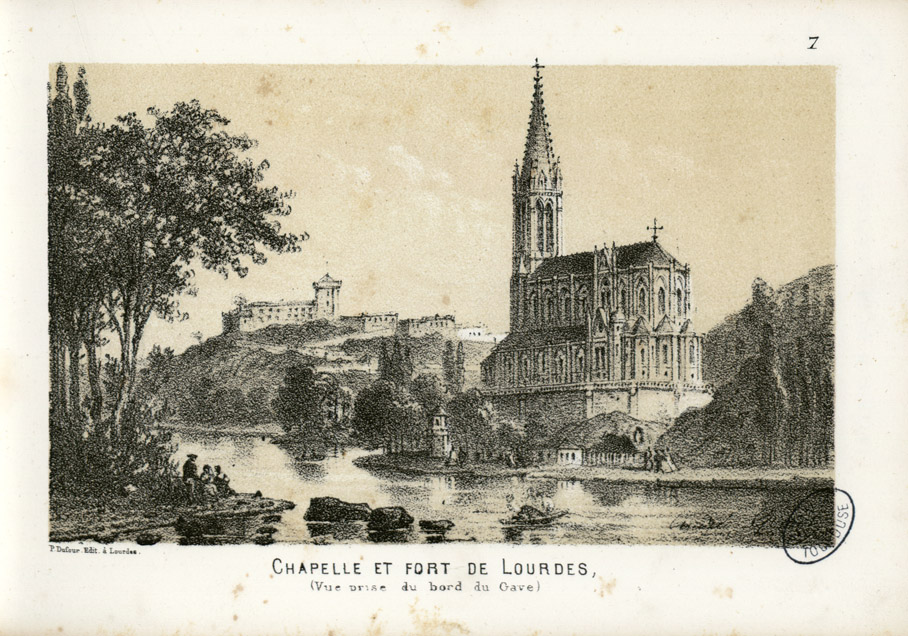
Le site de Lourdes à la fin du XIXe siècle

C'est le grand jour. L'évêque de Carcassonne, Mgr de la Bouillerie, célèbre la messe pontificale dont Mgr Pichenot prononce l'homélie. À la fin de la messe, ce dernier donne la bénédiction apostolique du pape aux fidèles. 
Après le repas de midi, la procession des bannières descend depuis l'église paroissiale vers la prairie pour y rencontrer la procession des prêtres venus de la chapelle. L'abbé Chocarne précède les centaines de bannières, portant un gros cierge. Il est suivi de la bannière de Notre-Dame du Rosaire, portée par un groupe de dominicains et dont les cordons sont tenus par Madame de Blic, le père Bailly (celui qui avait fait venir l'abbé Chocarne à Lourdes), le baron de Gravier (père de Mme de Blic) et Jean de la Bouillerie, député de Maine-et-Loire et frère de l'évêque de Carcassonne. Viennent ensuite les membres du comité. Devant les 249 bannières venues de toute la France avancent celles de Metz et Nancy, de l'Alsace et de la Lorraine barrées d'un crêpe noir en signe de deuil, provinces récemment détachées de la France : leur passage est salué par des démonstrations d'amitié et de patriotisme ; la procession mettra une heure et demie pour que les dernières bannières arrivent à la prairie, accompagnées de divers chants religieux dédiés à la Vierge. 
Elles y sont bénies par Mgr Pichenot. L'archevêque d'Auch, Mgr de Langalerie commente l'Ave Maria en invitant l'assemblée à pleurer sur son péché. Puis vient la récitation d'une prière composée spécialement par Mme de Blic, suivie d'une bénédiction solennelle par les évêques. Les bannières forment un cercle dans la prairie et reprennent leur cheminement vers la chapelle où elles sont déposées. Le soir a lieu une grande procession aux flambeaux partant de la grotte pour monter vers les Lacets au son de l'Ave Maria.
On évalue à 70.000 personnes le nombre de pèlerins participant aux cérémonies de ce dimanche, venus de 74 diocèses de France. Parmi eux se trouvent dix-sept députés de l'Assemblée Nationale, dont Albert de Mun et Charles Chesnelong.

### Lundi 7 octobre 1872
La journée est pluvieuse et les cérémonies se déroulent à l'intérieur de la chapelle, trop petite pour accueillir tous les pèlerins. La messe pontificale a lieu à 10 heures avec un prêche par Mgr de la Bouillerie. Le soir, un dominicain, le Père Didon, montre dans son prêche que « la France devait être, entre toutes, la nation de Marie ».

### Mardi 8 octobre 1872
Quelques pèlerins restent encore, particulièrement venus du Nord ou de Paris. Le supérieur des Carmes de Bagnères-de-Bigorre leur propose une dernière méditation sur le Salve Regina avant que tous repartent.